# 井上英明
井上 英明（いのうえ えいめい、1937年4月1日 - ）は、比較文学者、明星大学名誉教授。
福岡県生まれ。福岡県立修猷館高等学校を経て、早稲田大学文学部卒業、早稲田大学大学院文学研究科日本文学専攻博士課程満期退学。明星大学日本文化学部教授、学部長を経て2007年定年退職。『源氏物語』の海外での受容が主たる研究主題。

## 著書
- 異文化時代の国語と国文学 比較日本文化学の試み サイマル出版会 1990
- 小学校中学校国語科教育法概論 佐々木清共著 明星大学出版部 1994
- 列島の古代文学 比較神話から比較文学へ 風間書房 2005

## 翻訳
- マオリ神話 南太平洋の神々と英雄たち アントニー・アルパーズ編著 サイマル出版会 1982
- 理解の鋳型 東西の思想経験 ジョゼフ・ニーダム 「叢書・ウニベルシタス」法政大学出版局 1992
- ニュージーランド神話 マオリの伝承世界 アントニー・アルパーズ編著 青土社 1997
- 源氏物語、＜あこがれ＞の輝き ノーマ・フィールド 斎藤和明、和田聖美共訳 みすず書房 2009